# NGC 3908
NGC 3908 is een elliptisch sterrenstelsel in het sterrenbeeld Leeuw. Het hemelobject werd in 1885 ontdekt door de Amerikaanse astronoom Lewis A. Swift.

## Synoniemen
- NPM1G +12.0292
- PGC 36967